# توم ديلاني (سائق سباق)
توم ديلاني (بالإنجليزية: Tom Delaney)‏ هو شخصية أعمال أمريكي، ولد في 8 يناير 1911 في تشارلستون في الولايات المتحدة، وتوفي في 31 أغسطس 2006 في بالتيمور في الولايات المتحدة.